# Línea 52 (Media Distancia)
La línea 52 (Madrid-Cáceres-Mérida-Badajoz) es una línea ferroviaria realizada por servicios Regional Exprés, Intercity y Alvia que recorre el centro de España.
Discurre por vías convencionales no electrificadas (Humanes-Plasencia) y electrificadas (Plasencia-Badajoz) de ancho ibérico, pertenecientes a Adif. Es operada por la sección de Media Distancia de Renfe Operadora mediante trenes de las series 334, 599 y 730. Anteriormente era conocida como línea R10.

## Recorrido
Madrid-Chamartín · Madrid-Atocha · Leganés · Fuenlabrada · Humanes · Illescas · Torrijos · Talavera de la Reina · Oropesa de Toledo · Navalmoral · Casatejada · Monfragüe · Plasencia · Mirabel · Casas de Millán · Cañaveral · Cáceres · Arroyo-Malpartida · San Vicente de Alcántara · Valencia de Alcántara // Mérida · Aljucén · Garrovilla-Las Vegas · Montijo · Montijo-El Molino · Guadiana · Badajoz
Además, desde el 2 de octubre de 2012 algunos servicios prolongan el recorrido a Zafra, Huelva y Sevilla

## Servicios comerciales
- Regional:
  - Madrid (Atocha) -  Madrid (Villaverde Bajo) - Talavera de la Reina: a diario. El primer tren de la mañana con origen en Talavera de la Reina finaliza su recorrido en Fuenlabrada
- Regional Exprés:
  - Valencia de Alcántara - Cáceres
  - Zafra - Mérida
  - Cáceres - Sevilla
  - Badajoz -  Villanueva de la Serena - Cabeza del Buey - Puertollano
- MD:
  - Madrid (Atocha) - Plasencia
  - Badajoz - Alcázar de San Juan
- Intercity (antiguo R-598):
  - Madrid (Atocha) - Zafra - Huelva
  - Madrid (Chamartín) - Badajoz
  - Badajoz - Madrid (Atocha)
- Alvia:
  - Madrid (Chamartín) - Cáceres - Mérida - Badajoz
  - Badajoz - Mérida - Cáceres - Madrid (Chamartín)
- Proximidad
  - Illescas - Humanes - Fuenlabrada

## Material Móvil
Por esta línea circulan trenes de la serie 599 (en servicios Media Distancia, Proximidad, Regional y Regional Express), 334 (en servicios Intercity) y 730 (en servicios Alvia).
Antiguamente circulaban las series 598, 593, 592 y 594